# فلام (برنامج خبيث)
فلام أو فليم (بالإنجليزية: Flame، المعنى الحرفي: «اللهب»)‏ أو فلامر (بالإنجليزية: Flamer)‏ أو سكاي وايبر (بالإنجليزية: sKyWIper)‏ وحسب تسمية الخبراء(بالإنجليزية: Worm.Win32.Flame، بالعربية:وورم وين 32 فلايم)‏  هو برنامج خبيث بالغ التعقيد يهاجم الحواسيب التي تعمل بنظام تشغيل مايكروسوفت ويندوز. يستخدم هذا البرنامج من أجل التجسس الإلكتروني على بلدان في الشرق الأوسط. وهي إيران، لبنان، سوريا، السودان، مصر، وفلسطين. وهو بعكس قرينه ستوكسنت والذي كان عبارة عن دودة حاسوب تهدف إلى التخريب.

## الاكتشاف
أُعلن عن اكتشاف هذا الفيروس في 28 مايو 2012 من قبل مركز «ماهر» لفريق طوارئ الحواسيب الوطني الإيراني وكاسبرسكي لاب وجامعة بودابست للتكنولوجيا والاقتصاد التي صرحت أن «سكاي وايبر أعقد برنامج خبيث صادفناه في علمنا، وربما أعقد برنامج خبيث حتى الآن». وقد أصاب الفيروس حتى تاريخ اكتشافه حوالي ألف جهاز حاسوب، وفق تقديرات كاسبرسكي لاب. وقالت أنه يعمل منذ عام مارس 2010 ويبلغ تعقيد البرنامج أكثر من 20 ضعف تعقيد فيروس ستوكسنت، ولذا قد يتطلب تحليله الكامل مدة قد تصل إلى عشر سنوات. وقال فيتالي كاملوك كبير خبراء البرامج الخبيثة في كاسبرسكي لاب أن جغرافيا الحواسيب المستهدفة ومدى تعقيد البرنامج يوحي بأنه قد تم تطويره بدعم من إحدى الحكومات.

## كيفية عمله
بحسب تقرير فريق ماهر الإيراني فأن هذا التطبيق عبارة عن منصة platform لها القدرة على استقبال وتثبيت وحدات برمجية مختلفة ذو أهداف مختلفة  ، وقد يبلغ حجمه حوالي 20 ميغابايت، وهو مكتوب جزئياً بلغة لوا.
ويستطيع الانتشار إلى حواسيب جديدة عن طريق الشبكات المحلية وذواكر فلاش ووسائل التخزين القابلة للإزالة، ويستطيع أن يقوم باكتشاف ما إذا كان برنامج معين يعمل عندها يقوم بأخذ العديد من اللقطات للشاشة  كما يمكنه تشغيل ميكروفون الحاسوب المصاب لتسجيل الأصوات الموجودة في المكان الذي يوجد فيه الحاسوب ونشاط لوحة المفاتيح والبيانات المرسلة عبر الشبكة. يستطيع البرنامج كذلك أن يسجل مكالمات سكايب وأن يحول الحاسوب إلى محطة بلوتوث تحاول التقاط معلومات شخصية من أجهزة البلوتوث القريبة ثم يرسلها إلى خوادم التحكم. لا يوجد في البرنامج تاريخ انتهاء مدمج، لكنه يسمح لمشغليه بإرسال أمر يزيل آثار البرنامج تماماً من حاسوب ما.

## نتائج وتحاليل 2012
قام باحثو أمن منظمة IMPACT «المكلف بشؤون الأمن الإلكتروني» بالاتحاد الدولي للاتصالات (International Communication Union (ITU بالتعاون مع معمل كاسبرسكاي بالكشف عن آخر نتائج البحث والتحليلات لحملة التجسس الإلكتروني التي قام بها فليم عبر تحليل عدد من خوادم الأوامر والمراقبة التي استخدمها. وقد عثر على آثار 3 برمجيات خبيثة لم تكتشف بعد، وتبين أن عملية تطوير منصة “فليم” تعود إلى عام 2006.